# Legionella oakridgensis
Espèce
Legionella oakridgensis est une espèce de bactéries gram-négatives de la famille des Legionellaceae.

## Taxonomie
Le nom correct complet (avec auteur) de ce taxon est Legionella oakridgensis Orrison (d) et al., 1983.

### Étymologie
Le nom spécifique Legionella oakridgensis provient du lieu de l'isolement de cette espèce, à savoir Oak Ridge dans le Tennessee d'où son étymologie :oa.kridg.en’sis. N.L. masc./fem. adj. oakridgensis, appartenant à Oak Ridge, Tennessee.